# سیلورفلیت
سیلورفلیت (انگلیسی: Silverfleet) شرکت خدمات مالی بریتانیایی است، که در سال ۱۹۸۵ تأسیس شد.